# Esbe
Esbe is een historisch merk van inbouwmotoren. 
Van het bedrijf Esbe zelf is niets bekend, maar de merken Ge-Ma-Hi en Joka bouwden in de jaren 1923-1927 deze motoren in.